# アン・コリオ
アン・コリオ(英: Ann Corio、1909年11月29日  –  1999年3月1日)は、アメリカの著名なバーレスクパフォーマー、女優である。

## 少女時代
ストリッパーとしては珍しく、「アン・コリオ」という名前は芸名ではなく、本名である。コネチカット州ハートフォード生まれで、両親はカトリックのイタリア系移民、12人きょうだいのうちのひとりであった。十代の頃から既に美貌と抜群のスタイルを有していたという。コリオは15歳の時に家を出た。

## スターとして
コリオはストリップティーズアーティストとしてデビューしてすぐ有名になった。1925年からはアメリカン・バーレスクのトップパフォーマーとして巡業し、ニューヨークのミンスキーズ・バーレスク、ボストンのハワード・シアターなどに出演するようになった。1929年に出演したハワード・シアターでは、通常のバーレスクハウスのお客である男性ばかりではなく女性もコリオのストリップティーズを見に劇場につめかけたという記録が残っている。コリオはトップスターとして高級をもらっており、1932年頃には平均的なストリッパーの給与が週に60ドル程度であったが、コリオは週に5000ドルを受け取っていたという。

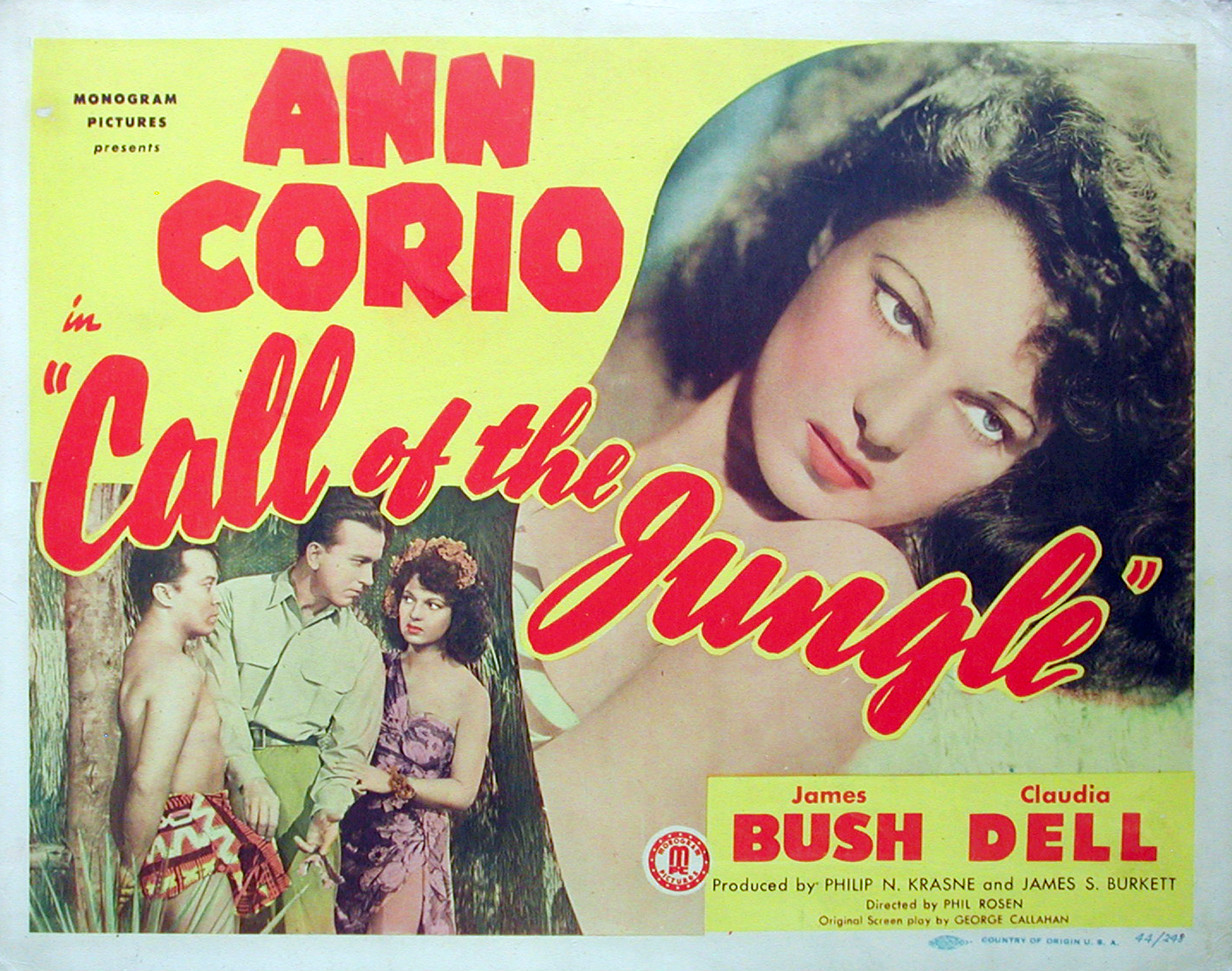
Call of the Jungle映画の宣伝カード

市長であるフィオレロ・ラガーディアがニューヨークのバーレスクハウスを1939年に閉鎖した後、コリオはロサンゼルスに移動した。1941年から1944年までの間にコリオはハリウッドで数本のBムービーに出演しており、こうした作品では露出度が高い服装をしたコリオが売り物であった。最初の主な出演は1941年の『沼の女』(Swamp Woman)であり、一番よく知られているのはおそらくバスター・クラブと共演した1942年の『ジャングルの魔女』(Jungle Siren)である。1943年1月7日にはコリオはラジオ番組『エラリー・クイーンの冒険』(The Adventures of Ellery Queen)のエピソード「歌うネズミの冒険」( "The Adventure of the Singing Rat")に安楽椅子探偵の役でゲスト出演し、同年に映画『サルタンの娘』(The Sultan's Daughter)に出演している。1944年には『ジャングルの呼び声』 (Call of the Jungle)と『サロン娘』(Sarong Girl)に出演した。第二次世界大戦が勃発すると、コリオはボランティアのピンナップガールとしてアメリカ軍の週刊誌である『ヤンク』(Yank, the Army Weekly)の1943年9月3日号に登場した。
コリオは舞台のダンサーとして長期にわたり活躍した。1962年にコリオはノスタルジックなオフブロードウェイのショー、『バーレスクはこんなだった』(This Was Burlesque)を制作し、演出と出演をつとめた。このショーは3月1日にカジノ・イースト・シアターで幕をあけ、1509回のロングランヒットとなったのち、1965年にはブロードウェイのハドソン・シアターでも再演された。1968年に同名の本も刊行している。『バーレスクはこんなだった』の一座は「ボードビルの伝統をたたき込まれた人々」からなっており、コリオ本人も高齢になってはいたが全く「ステージ勘を失っていない」パフォーマンスを見せたという。
コリオの知名度は高く、引退後しばらくたって60代になった1970年代にも、『ザ・トゥナイト・ショー・スターリング・ジョニー・カーソン』(The Tonight Show Starring Johnny Carson)に二度出演している。この時期にコリオは『バーレスクはこんなだった』を何シーズンか夏季巡業で上演している。1981年にこのショーはブロードウェイのプリンセス・シアター(現在はラテン・クォーターという名称になっている)で上演された。この時は数ブロック先で同じくバーレスクを回顧したミュージカルである『シュガー・ベイビーズ』(Sugar Babies)が上演されており、似たような演目が妍を競うこととなった。1985年にコリオはロサンゼルスのダウンタウンにあるヴァラエティ・アーツ・シアターでこのショーを上演したがあまりうまくいかなかった。1年程後にこのショーはフロリダでディナーショー形式で上演されたが、これが最後のシーズンとなった。
コリオには、のちに成功するコメディアンであるルー・コステロが出世するきっかけを与えたという功績がある。コリオはコステロを「ジ・アン・コリオ・ショー」("The Ann Corio Show")に出演させていた。

## 死
晩年のコリオはニュージャージー州クリフサイド・パークに住んでおり、死の前の数年間は健康状態の悪化に悩まされていた。コリオは同州イングルウッドにあるイングルウッド病院医療センターで1999年3月1日に亡くなった。89歳であった

## 死後の顕彰
コリオはカリフォルニア州ヘレンデイルにあるエキゾティック・ワールド・バーレスク・ミュージアムのホール・オブ・フェイム(名誉の殿堂)入りしている。